# Denton Bridge
Die Denton Bridge im westafrikanischen Staat Gambia verbindet das Festland mit der Insel St. Mary’s Island, auf der sich die Hauptstadt des Landes Banjul befindet.

## Beschreibung
Die Balkenbrücke überspannt mit 210 Meter von Westen nach Osten den Oyster Creek, einen Wasserlauf, der den Mangrovenwald Tanbi Wetland Complex mit dem Atlantischen Ozean verbindet. Über die 20 Meter breite, doppelspurige Brücke führt der Banjul-Serekunda Highway, die Autobahn, die Banjul mit der Kombo-St. Mary Area verbindet, wo sich die Städte Serekunda und Bakau befinden. Sie wurde 1986 zum 21. Jahrestag der Unabhängigkeit offiziell eröffnet. Im Jahre 2008 wurde die Brücke, die Teil des Banjul-Serekunda Highways ist, von einem in Deutschland lebenden Gambier mit sogenannten Katzenaugen ausgestattet.
Spöttisch wird die Denton Bridge manchmal auch „Check Point Charlie“ genannt, weil an dieser Stelle vermehrt Polizeikontrollen stattfinden.
Der Neubau ersetzte eine ältere, 1915 errichtete und 1959 erneuerte 25 Meter weiter nördlich gelegene Brücke. Diese ungefähr neun Meter breite Brücke ist mittlerweile stillgelegt und wird nicht mehr genutzt.

## Namensgeber
Benannt ist die Denton Bridge nach Sir George Chardin Denton (1851–1928), der von 1900 bis 1911 Gouverneur der Kolonie Britisch-Gambia war.